# جزيرة كرويل
جزيرة كرويل 796 أكر (3.22 كـم2)جزيرة غير مأهولة على نهر سانت لورانس في بلدة لويزفيل في مقاطعة سانت لورانس،نيويورك،الولايات المتحدة. الجزيرة محتلة حاليًا من قبل منتزه جزيرة كرويل الحكومي غير المطورة.

## تاريخ
كانت الجزيرة تعتبر أراضي بريطانية قبل عام 1818،وفي ذلك الوقت تم نقل الملكية رسميًا إلى الولايات المتحدة.
تم تسمية جزيرة كرويل على اسم عائلة اسكتلندية كانت تزرع في الجزيرة في منتصف القرن التاسع عشر.قبل شراء وليام كرويل للجزيرة عام 1835،كانت الجزيرة تُعرف باسم جزيرة ستايسي.
سعت مطالبة الأرض التي قدمتها قبيلة سانت ريجيس موهوك في أوائل الثمانينيات إلى استعادة جزيرة كرويل وأراضي إضافية في شمال نيويورك.رفض حكم صدر عام 2013 عن المحكمة الجزئية الأمريكية للمنطقة الشمالية لنيويورك مطالبة القبيلة بالجزيرة، لكنه أيد بعض مطالباتهم في مكان آخر.
عُرفت جزيرة كرويل بالتناوب باسم جزيرة باكستر وجزيرة جراند إيدي و إيل أو شامايل وجزيرة ستايسي و جزيرة سولت العليا.  كانت الجزيرة تاريخيًا موطنًا للعديد من المزارع الكبيرة، ولكن لا توجد مستوطنات مركزة. 

## منتزه جزيرة كرويل الحكومي
تستضيف جزيرة كرويل اليوم منتزه جزيرة كرويل الحكومي، وهو منتزه حكومي غير مطورة يديرها مكتب ولاية نيويورك للمتنزهات والاستجمام والمحافظة على التاريخ والمملوكة لهيئة الطاقة في نيويورك .تحظى الجزيرة بشعبية بين انصار الطبيعة على الرغم من أن مشاكل إلقاء القمامة والتخييم غير القانوني أدت إلى نشر لافتات تحذيرية في الجزيرة في عام2011.